# Toni Lato
Antonio Latorre Grueso dit « Toni Lato », né le 21 novembre 1997 à Valence, est un footballeur espagnol qui évolue au poste d'arrière gauche au RCD Majorque.

## Biographie
Né à La Pobla de Vallbona, Valencia, Lato est un diplômé de la jeunesse de Valencia CF. Il a fait ses débuts en tant que senior avec l'équipe réserve le 29 mars 2014, entrant en tant que remplaçant en deuxième mi-temps dans un match nul 0–0 à domicile contre Elche CF Ilicitano.
Le 25 juin 2015, Lato a signé un nouveau contrat avec le Che, acceptant un contrat de cinq ans et étant définitivement promu à l'équipe B. Le 6 janvier de l'année suivante, il a été inclus pour la première fois dans une équipe de premier match, restant inutilisé lors d'une victoire 4-0 à domicile contre Granada CF pour les 16 derniers de la saison Copa del Rey. Il a fait ses débuts en première équipe le 25 février 2016, remplaçant son collègue diplômé de la jeunesse José Gayà à la mi-temps lors d'une déroute 4-0 à l'extérieur contre SK Rapid Wien dans la Ligue Europa ; son premier match de La Liga a eu lieu le 9 janvier suivant, lorsqu'il est entré comme remplaçant à la mi-temps pour Guilherme Siqueira dans un match nul 3-3 contre CA Osasuna.
Lato a marqué son premier but compétitif pour le Che le 18 avril 2019, inscrivant le premier but dans une défaite à domicile 2–0 contre Villarreal CF pour la saison de Ligue Europa, aidant ainsi son équipe à se qualifier pour les demi-finales. Il n'a pas été utilisé le 25 mai alors que l'équipe battait les champions de la ligue FC Barcelona 2-1 lors de la finale de la 2019 Copa del Rey. Le 5 juillet, il a signé une prolongation de contrat avec Valence jusqu'en 2023; sa clause de libération a été fixée à 80 millions d'euros.
Immédiatement après avoir signé l'extension, Lato a été prêté à l'équipe de l'Eredivisie, PSV Eindhoven, pour un an. Il a quitté le club le 26 décembre, après avoir joué uniquement lors des arrêts de jeu d'une victoire à domicile 3–0 en Ligue Europa contre Apollon Limassol et deux apparitions pour l'équipe B dans l'Eerste Divisie; il a également été publiquement critiqué par le manager Mark van Bommel.
Le même jour que son départ des Pays-Bas, Lato a été prêté à Osasuna dans l'élite espagnole, jusqu'à la fin de la saison. Il a marqué son premier but en La Liga le 24 juin en inscrivant le seul but du match lors d'une défaite à l'extérieur contre Deportivo Alavés. Le 23 octobre, il a marqué son premier but pour Valence, en consolation dans une défaite 2–1 à Elche CF ; il a continué à faire face à la concurrence non seulement de Gayà mais aussi d'un autre produit de l'académie, Jesús Vázquez,.
Le 26 juin 2023, Lato a signé un contrat de quatre ans avec le concurrent de l'élite RCD Mallorca.